# Amelius van Oenemapark
Het Amelius van Oenemapark is een park in de plaats Heerenveen in de Nederlandse provincie Friesland.
Amelius van Oenema was de grietman van Schoterland in de periode 1627-1647. Hij liet in 1637 de Schoterlandse Kruiskerk bouwen en in 1640 Oenemastate. De Schoterlandse Kruiskerk werd in de jaren 60 gesloopt. Het stond in het huidige parkje. Het parkje werd in 2009 aangelegd en  kreeg de naam Amelius van Oenemapark. Het grondvlak van de kruiskerk is door laag muurtje aangegeven. Er liggen nog grafzerken. Het puin van de kerk is verwerkt in de Le Roy tuin in Heerenveen-Midden, waar nu nog het gangpad van de kerk te zien is. 
Het parkje ligt aan de zuidzijde van het Posthuis Theater. Aan de zuidwestzijde staat de grensleeuw in de Heeresloot. In 2018 werden zes beelden van Froulju van Fryslân onthuld.
 De door beeldhouwer Natasja Bennink gemaakte beelden werden in 2019 verplaatst naar Leeuwarden.

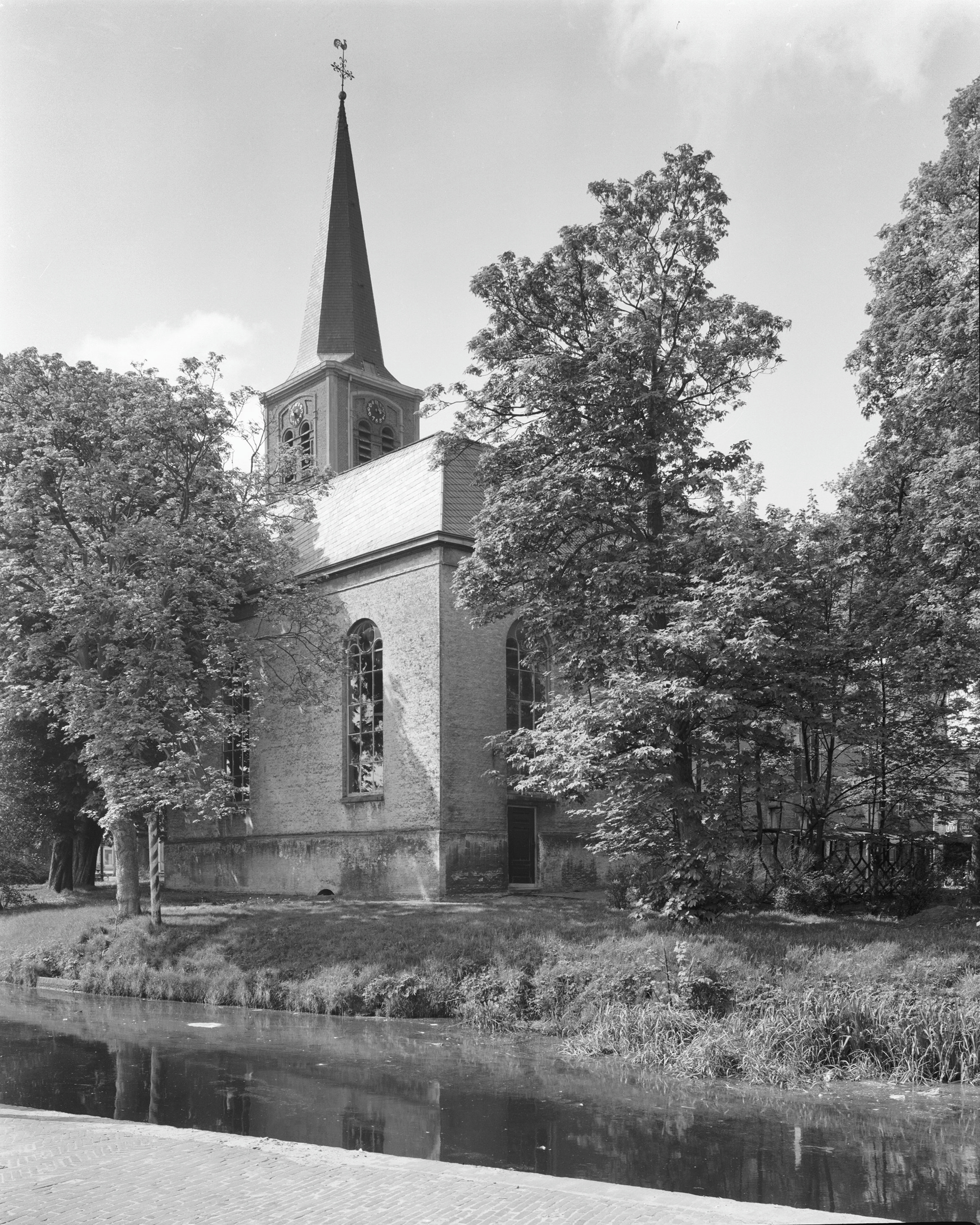
De Schoterlandse Kruiskerk in 1963
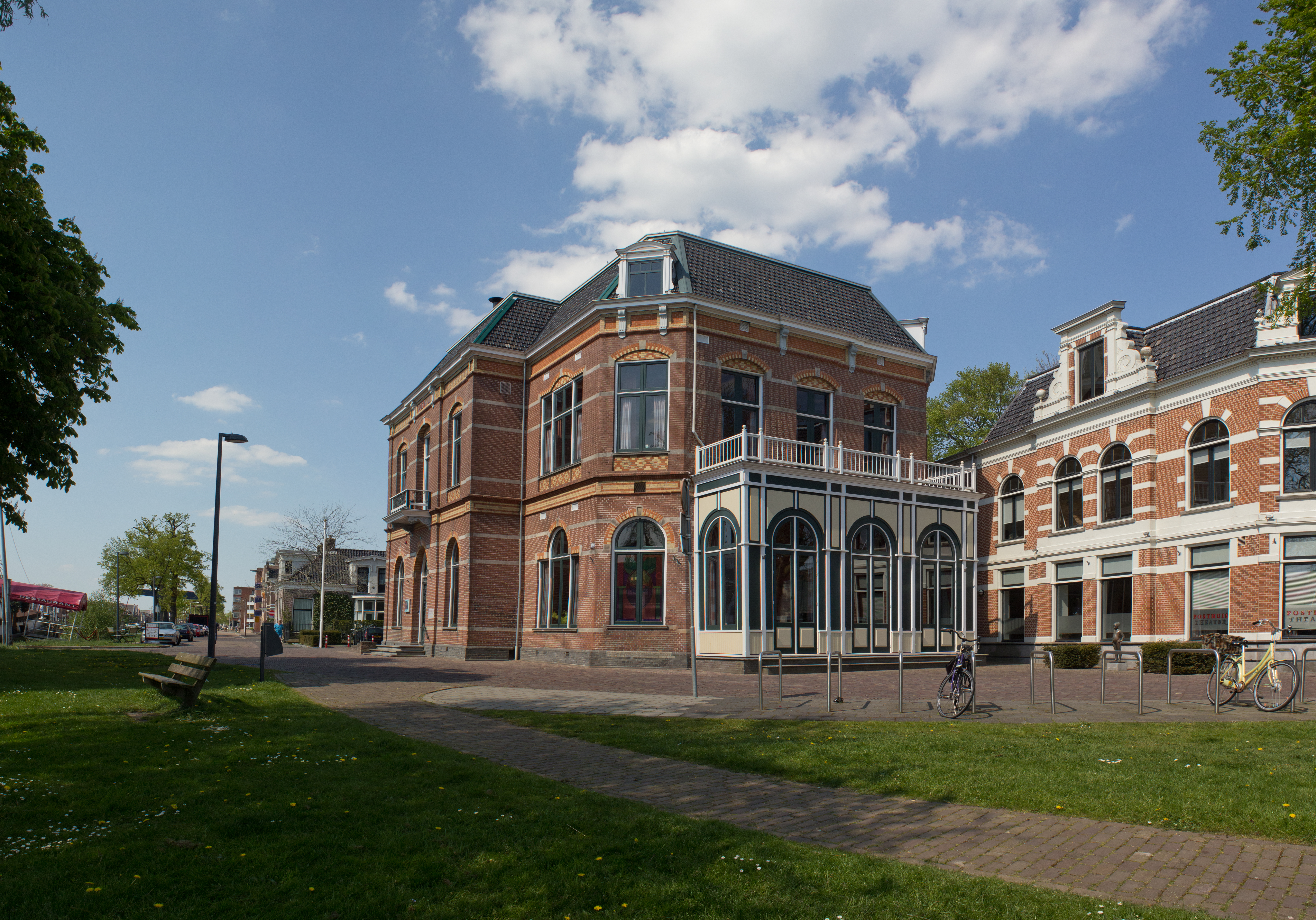
Posthuis Theater vanuit het parkje
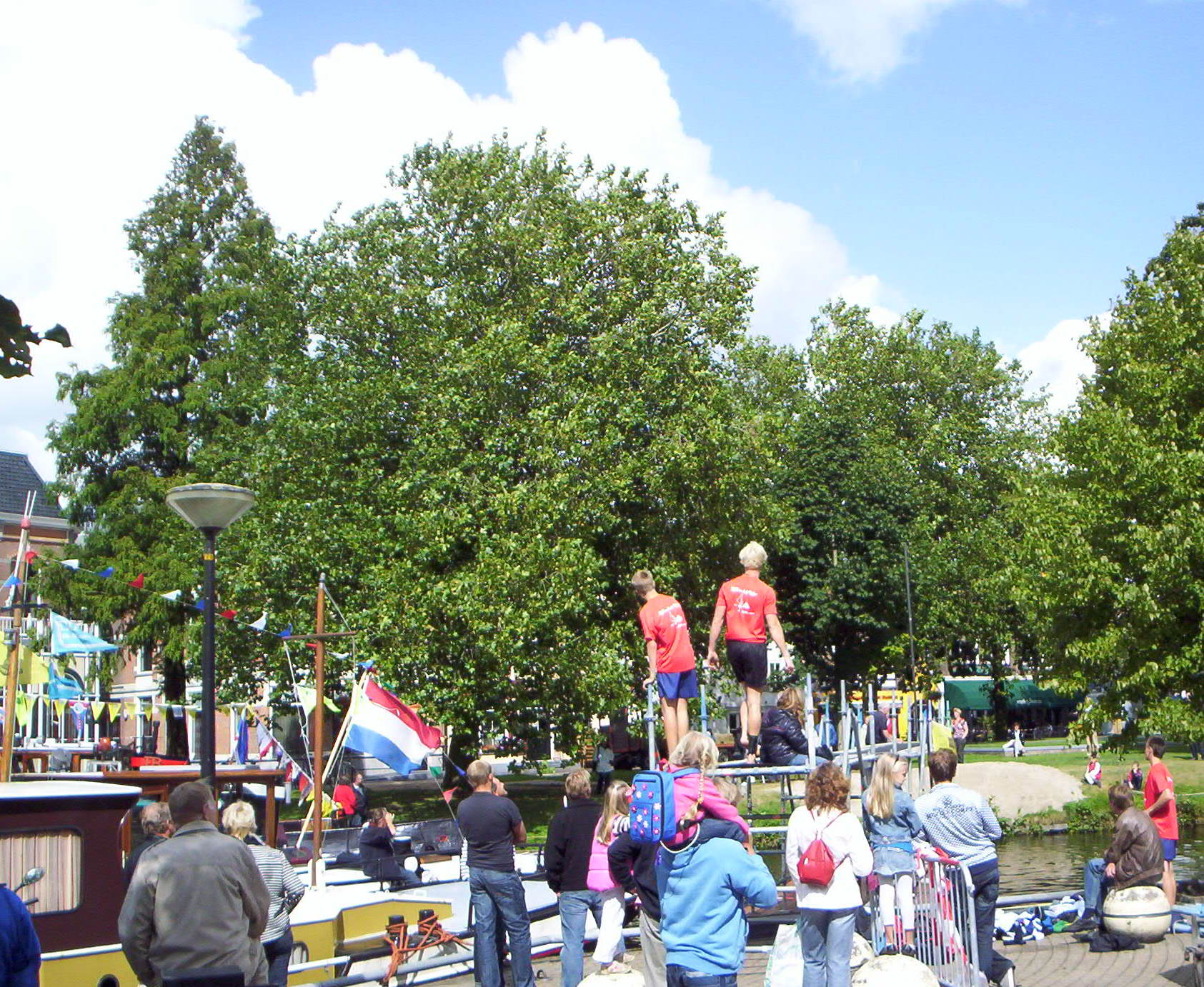
Fierljeppen. Aan de overzijde het park